# Parigi-Bourges 1978
La Parigi-Bourges 1978, ventinovesima edizione della corsa e valevole come prova del circuito UCI categoria CB.1, si svolse il 10 giugno 1978 e fu vinta dal francese Regis Ovion.

## Ordine d'arrivo (Top 10)
| Pos. | Corridore                | Squadra | Tempo |
| ---- | ------------------------ | ------- | ----- |
| 1    | Regis Ovion              | Peugeot |       |
| 2    | Joop Zoetemelk           | Miko    |       |
| 3    | Patrick Friou            | Lejeune |       |
| 4    | Jean-Pierre Danguillaume | Peugeot |       |
| 5    | Mariano Martínez         | Jobo    |       |
| 6    | Michel Laurent           | Peugeot |       |
| 7    | Sven-Åke Nilsson         | Miko    |       |
| 8    | Didier Bourrier          | Fiat    |       |
| 9    | Jacques Esclassan        | Peugeot |       |
| 10   | Bernard Bourreau         | Peugeot |       |